# Martin Eng
Martin Eng (ur. 5 marca 1986) – norweski biathlonista; mistrz świata juniorów w sztafecie, dwukrotny wicemistrz świata juniorów, wicemistrz Europy .
Eng na arenie międzynarodowej zadebiutował w 2002 r. dwukrotnie wygrywając zawody Pucharu Europy juniorów w miejscowości Ål. Trzy lata później pojechał na mistrzostwa świata juniorów w Kontiolahti, gdzie zdobył złoty medal w biegu sztafetowym oraz srebrny w biegu na dochodzenie. W 2007 r. na mistrzostwach świata juniorów w Martell wywalczył srebro w sztafecie. W sezonie 2010/2011 zadebiutował w zawodach Pucharu Świata zajmując 67. miejsce w sprincie w Oslo.

## Osiągnięcia

### Mistrzostwa świata juniorów
| 2005 Kontiolahti (Finlandia) | 19. miejsce (IN), 17. miejsce (SP), 2. miejsce (PU), 1. miejsce (RL) |
| 2006 Presque Isle (USA)      | 9. miejsce (IN), 23. miejsce (SP), 5. miejsce (PU), 4. miejsce (RL)  |
| 2007 Martell (Włochy)        | 7. miejsce (IN), 6. miejsce (SP), 7. miejsce (PU), 2. miejsce (RL)   |

### Mistrzostwa Europy
| 2009 Ufa (Rosja)        | 14. miejsce (IN), 12. miejsce (SP), 12. miejsce (PU)                  |
| 2010 Otepää (Estonia)   | 32. miejsce (IN), 25. miejsce (SP), 23. miejsce (PU), 5. miejsce (RL) |
| 2011 Ridnaun (Włochy)   | 21. miejsce (IN), 23. miejsce (SP), 19. miejsce (PU), 5. miejsce (RL) |
| 2012 Osrblie (Słowacja) | 5. miejsce (IN), 18. miejsce (SP), DNS (PU), 2. miejsce (RL)          |

### Puchar Świata

#### Miejsca w klasyfikacji generalnej
| Sezon     | Miejsce |
| --------- | ------- |
| 2011/2012 | 67.     |

### Puchar IBU

#### Miejsca w klasyfikacji generalnej
| Sezon     | Miejsce |
| --------- | ------- |
| 2006/2007 | 77      |
| 2007/2008 | 102     |
| 2009/2010 | 24      |
| 2010/2011 | 3       |
| 2011/2012 | 5       |
| 2012/2013 | 33      |

#### Miejsca na podium chronologicznie
| Lp. | Dzień      | Rok  | Miejscowość  | Konkurencja                | Lokata | Pudła   | Czas biegu  | Strata      | Zwycięzca        |
| --- | ---------- | ---- | ------------ | -------------------------- | ------ | ------- | ----------- | ----------- | ---------------- |
| 1.  | 12 marca   | 2011 | Annecy       | Sprint na 10 km            | 3.     | 0+1     | 26:00.1 min | +47.2 s     | Florian Graf     |
| 2.  | 13 marca   | 2011 | Annecy       | Bieg pościgowy na 12,5 km  | 3.     | 0+0+1+2 | 36:36.3 min | +46.6 s     | Florian Graf     |
| 3.  | 11 grudnia | 2011 | Ridnaun      | Sprint na 10 km            | 3.     | 0+1     | 25:31.1 min | +25.8 s     | Mattia Cola      |
| 4.  | 11 lutego  | 2012 | Canmore      | Sprint na 10 km            | 3.     | 0+1     | 26:20.0 min | +6.6 s      | Nathan Smith     |
| 5.  | 8 marca    | 2012 | Altenberg    | Bieg indywidualny na 20 km | 3.     | 0+0+0+2 | 55:08.1 min | +1:11.4 min | Siergiej Klaczin |
| 6.  | 14 grudnia | 2013 | Obertilliach | Bieg pościgowy na 12,5 km  | 2.     | 0+0+1+0 | 34:12.3 min | +9.8 s      | Timofiej Łapszyn |